# Strings of Steel
Strings of Steel é um seriado estadunidense de 1926, gênero ação, dirigido por Henry MacRae, em 10 capítulos, estrelado por William Desmond e Eileen Sedgwick. Foi produzido e distribuído pela Universal Pictures, e veiculou nos cinemas estadunidenses entre 28 de junho e 30 de agosto de 1926.
Este seriado é considerado perdido.

## Elenco
- William Desmond - Ned Brown

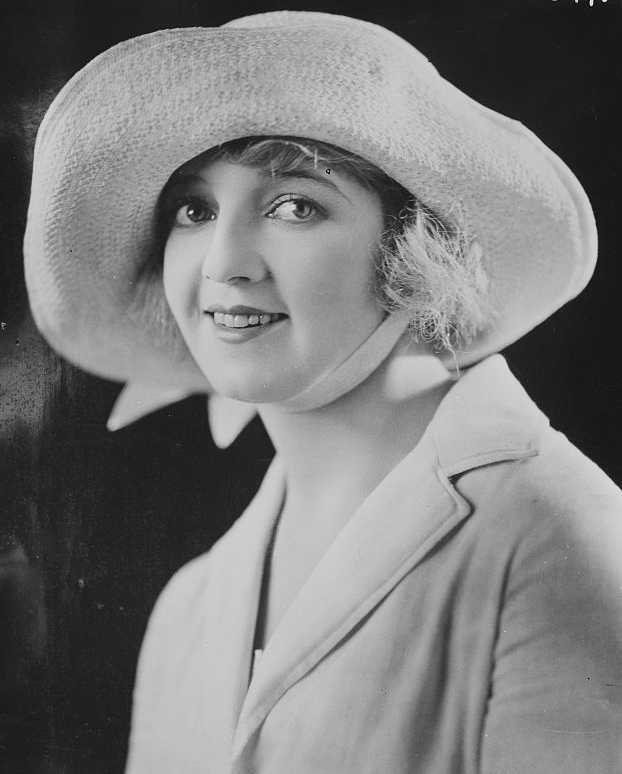
Eileen Sedgwick interpretou Gloria Van Norton no seriado.

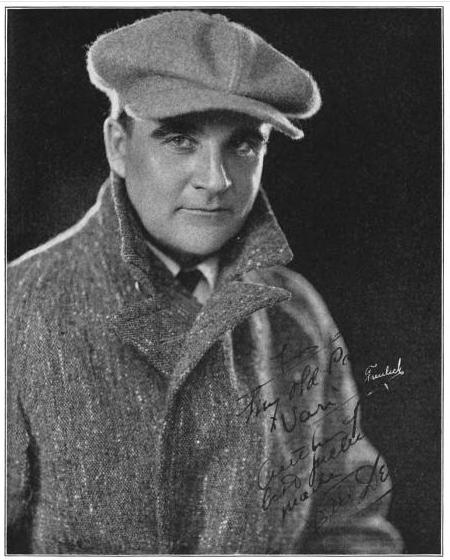
William Desmond, ator que interpretou Ned Brown.

- Eileen Sedgwick - Gloria Van Norton
- Albert J. Smith - Peter Allen
- Arthur Morrison - Jim Hogan
- George Ovey - Willie Gray
- Grace Cunard - Bowery Belle
- Alphonse Martell - Alexander Graham Bell
- Taylor N. Duncan - Theodore N. Vail
- Blanche Fisher
- Dorothy Gulliver
- Ted Duncan - Undetermined Role (não confirmado)

## Capítulos
1. The Voice on the Wire
2. The First Central
3. Fighting for Love
4. The Power of Might
5. Kings of the Wire
6. Voice of the Continent
7. Telephone Poles
8. War of the Wire
9. When Lightning Strikes
10. Love and Victory

## Produção
Durante as filmagens, o dublê Max Marx foi morto quando uma corda arrebentou enquanto ele estava realizando uma cena.